# Villa limbata
Villa limbata är en tvåvingeart som först beskrevs av Daniel William Coquillett 1898.  Villa limbata ingår i släktet Villa och familjen svävflugor. Inga underarter finns listade i Catalogue of Life.